# Moussages
Moussages ist eine französische Gemeinde mit 251 Einwohnern (Stand 1. Januar 2022) im Département Cantal in der Region Auvergne-Rhône-Alpes (vor 2016 Auvergne). Sie gehört zum Kanton Riom-ès-Montagnes (bis 2015 Mauriac) und zum Arrondissement Mauriac. Die Einwohner werden Moussageois genannt.

## Lage
Moussages liegt etwa 33 Kilometer nordnordöstlich von Aurillac.
Nachbargemeinden sind Auzers im Norden, Trizac im Norden und Osten, Saint-Vincent-de-Salers im Südosten, Anglards-de-Salers im Süden sowie Méallet im Westen und Nordwesten.

## Bevölkerungsentwicklung
| Jahr                       | 1962 | 1968 | 1975 | 1982 | 1990 | 1999 | 2006 | 2011 | 2016 |
| -------------------------- | ---- | ---- | ---- | ---- | ---- | ---- | ---- | ---- | ---- |
| Einwohner                  | 511  | 502  | 418  | 378  | 319  | 293  | 270  | 272  | 272  |
| Quellen: Cassini und INSEE |      |      |      |      |      |      |      |      |      |

## Sehenswürdigkeiten
- Kirche Saint-Barthélemy aus dem 12. Jahrhundert, Monument historique seit 1927/1935
- Kapelle Notre-Dame-de-Claviers in Jailhac, Monument historique seit 1986

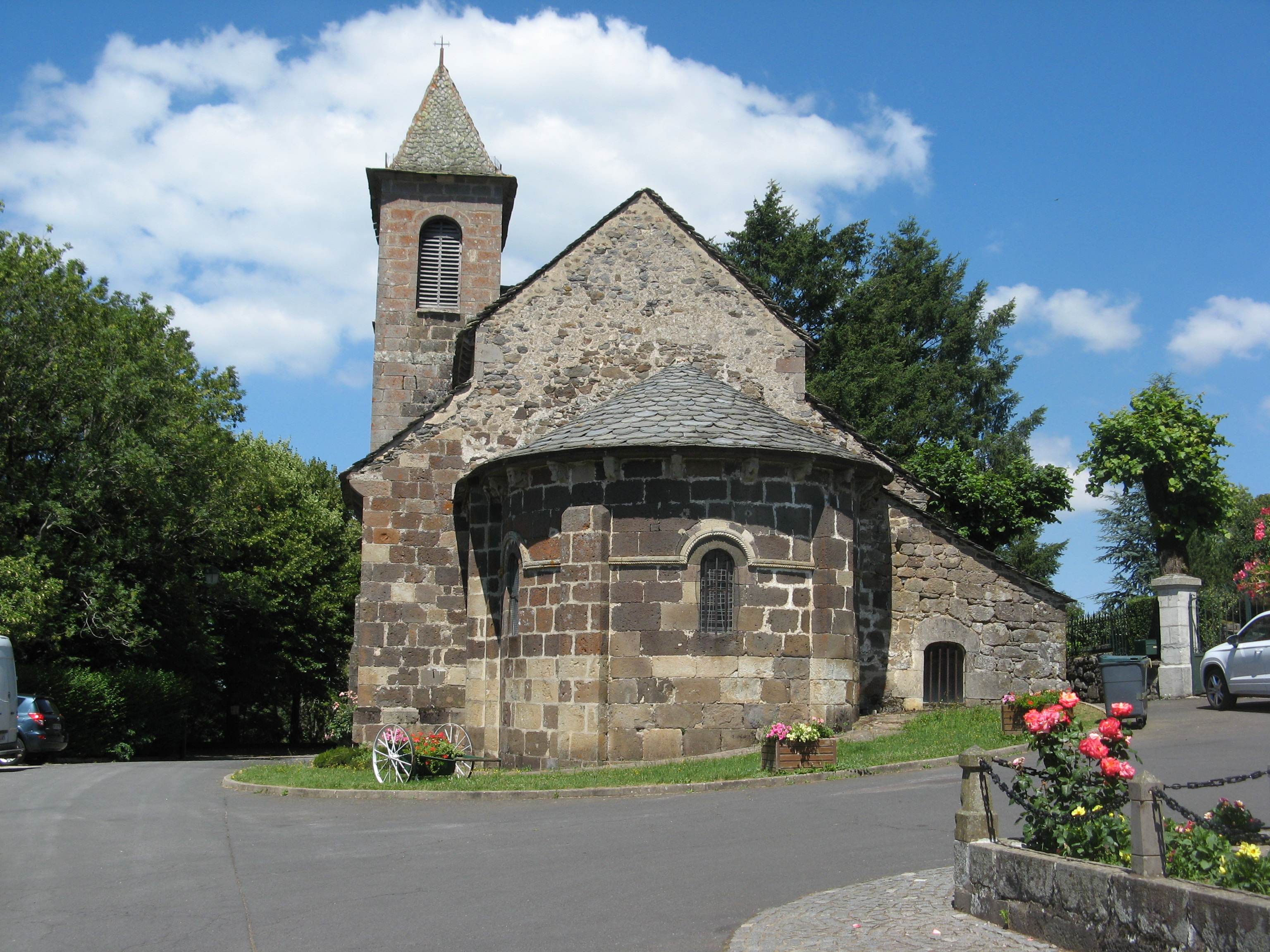
Kirche Saint-Barthélemy
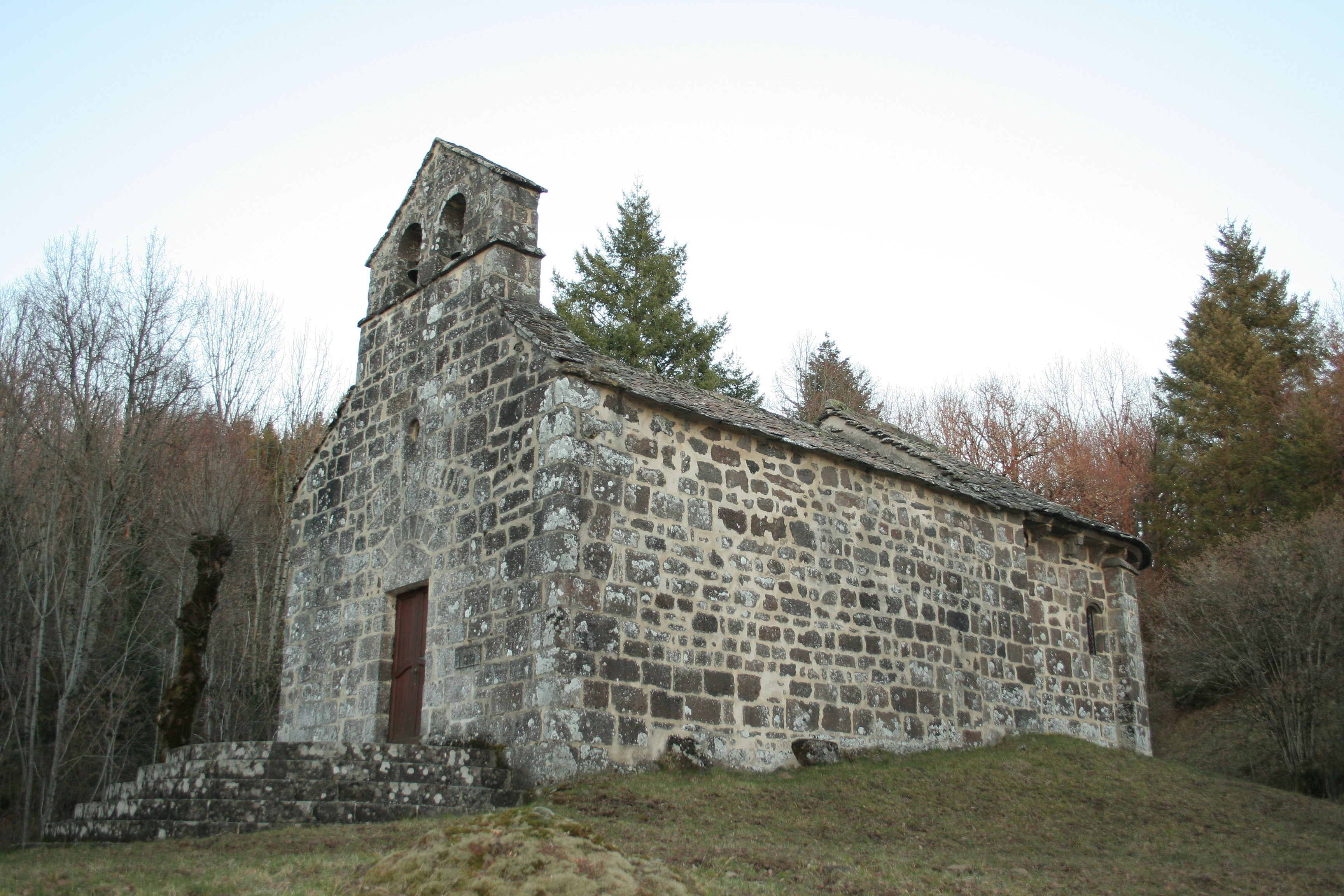
Kapelle Notre-Dame-de-Claviers